# Ignacio Doadrio Villarejo
Ignacio Doadrio Villarejo (Madrid, 18 de junio de 1957) es un investigador español del Museo Nacional de Ciencias Naturales (MNCN, CSIC), que investiga en biología de la conservación, sistemática molecular y biología evolutiva, especialmente de peces continentales.

## Formación académica e investigación
Se licenció en Ciencias Biológicas (especialidad Zoología) por la Universidad Complutense de Madrid (1980), se doctoró en Ciencias Biológicas por la Universidad Complutense de Madrid (1984).
Es Profesor de Investigación del Consejo Superior de Investigaciones Científicas (CSIC) desde 2006. Investiga en biología de la conservación, sistemática molecular y biología evolutiva, especialmente de peces continentales.
Autor de más de 290 publicaciones y director de 19 tesis doctorales. Ha descrito más de 40 taxones de peces continentales, tanto en Europa, como en África, América y Asia. En concreto, ha descrito muchos de los peces continentales de la península ibérica, como por ejemplo Aphanius baeticus, Cobitis vettonica, Squalius carolitertii, Squalius castellanus, Squalius laietanus, Squalius malacitanus, o la mayoría de especies del género Achondrostoma, entre otras. También ha descrito varias especies de Irán, por ejemplo del género Capoeta, y de México.
Es responsable en España de la Autoridad científica de la Convención sobre el Comercio Internacional de Especies Amenazadas de Flora y Fauna (CITES), miembro del Comité Científico del Ministerio para la Transición Ecológica y el Reto Demográfico (MITECO) y desde 2017 es Vicedirector de Colecciones y Documentación del Museo Nacional de Ciencias Naturales. Anteriormente ha sido representante del CSIC en el Patronato del Parque Nacional de Picos de Europa.

## Algunas publicaciones
Doadrio, I. (2002). «Atlas y Libro Rojo de los Peces Continentales de España». Dirección General de Conservación de la Naturaleza, Madrid: 374.
Doadrio, I.; Perea, S.; Garzón-Heydt, P.; González, J.L. (2011). «Ictiofauna continental española. Bases para su seguimiento». Ministerio de Medio Ambiente y Medio Rural y Marino, Madrid.
Geiger, M. F.; Herder, F.; Monaghan, M. T.; Almada, V.; Barbieri, R.; Bariche, M.; Berrebi, P.; Bohlen, J.; Casal-Lopez, M.; Delmastro, G. B.; Denys, G. P. J.; Dettai, A.; Doadrio, I.; Kalogianni, E.; Kärst, H.; Kottelat, M.; Kovačić, M.; Laporte, M.; Lorenzoni, M.; Marčić, Z.; Özuluğ, M.; Perdices, A.; Perea, S.; Persat, H.; Porcelotti, S.; Puzzi, C.; Robalo, J.; Šanda, R.; Schneider, M.; Šlechtová, V.; Stoumboudi, M.; Walter, S.; Freyhof, J. (de noviembre de 2014). «Spatial heterogeneity in the Mediterranean Biodiversity Hotspot affects barcoding accuracy of its freshwater fishes». Molecular Ecology Resources 14 (6): 1210-1221. doi:10.1111/1755-0998.12257.
Machordom, Annie; Doadrio, Ignacio (1 de febrero de 2001). «Evidence of a Cenozoic Betic–Kabilian Connection Based on Freshwater Fish Phylogeography (Luciobarbus, Cyprinidae)». Molecular Phylogenetics and Evolution 18 (2): 252-263. doi:10.1006/mpev.2000.0876.
Ornelas-García, Claudia Patricia; Domínguez-Domínguez, Omar; Doadrio, Ignacio (22 de diciembre de 2008). «Evolutionary history of the fish genus Astyanax Baird & Girard (1854) (Actinopterygii, Characidae) in Mesoamerica reveals multiple morphological homoplasies». BMC Evolutionary Biology 8 (1): 340. doi:10.1186/1471-2148-8-340.
Perdices, Anabel; Bermingham, Eldredge; Montilla, Antonia; Doadrio, Ignacio (1 de octubre de 2002). «Evolutionary history of the genus Rhamdia (Teleostei: Pimelodidae) in Central America». Molecular Phylogenetics and Evolution 25 (1): 172-189. doi:10.1016/S1055-7903(02)00224-5.
Perdices, Anabel; Doadrio, Ignacio (1 de junio de 2001). «The Molecular Systematics and Biogeography of the European Cobitids Based on Mitochondrial DNA Sequences». Molecular Phylogenetics and Evolution 19 (3): 468-478. doi:10.1006/mpev.2000.0900.
Perea, Silvia; Böhme, Madelaine; Zupančič, Primož; Freyhof, Jörg; Šanda, Radek; Özuluğ, Müfit; Abdoli, Asghar; Doadrio, Ignacio (31 de agosto de 2010). «Phylogenetic relationships and biogeographical patterns in Circum-Mediterranean subfamily Leuciscinae (Teleostei, Cyprinidae) inferred from both mitochondrial and nuclear data». BMC Evolutionary Biology 10 (1): 265. doi:10.1186/1471-2148-10-265.
Zardoya, Rafael; Doadrio, Ignacio (1 de agosto de 1999). «Molecular Evidence on the Evolutionary and Biogeographical Patterns of European Cyprinids». Journal of Molecular Evolution 49 (2): 227-237. doi:10.1007/PL00006545.